# Meyna grisea
Meyna grisea là một loài thực vật có hoa trong họ Thiến thảo. Loài này được (King & Gamble) Robyns mô tả khoa học đầu tiên năm 1928.